# Université de Zambie
L'université de Zambie (The University of Zambia en anglais) ou UNZA est une université publique située à Lusaka, la capitale de la Zambie.

## Historique

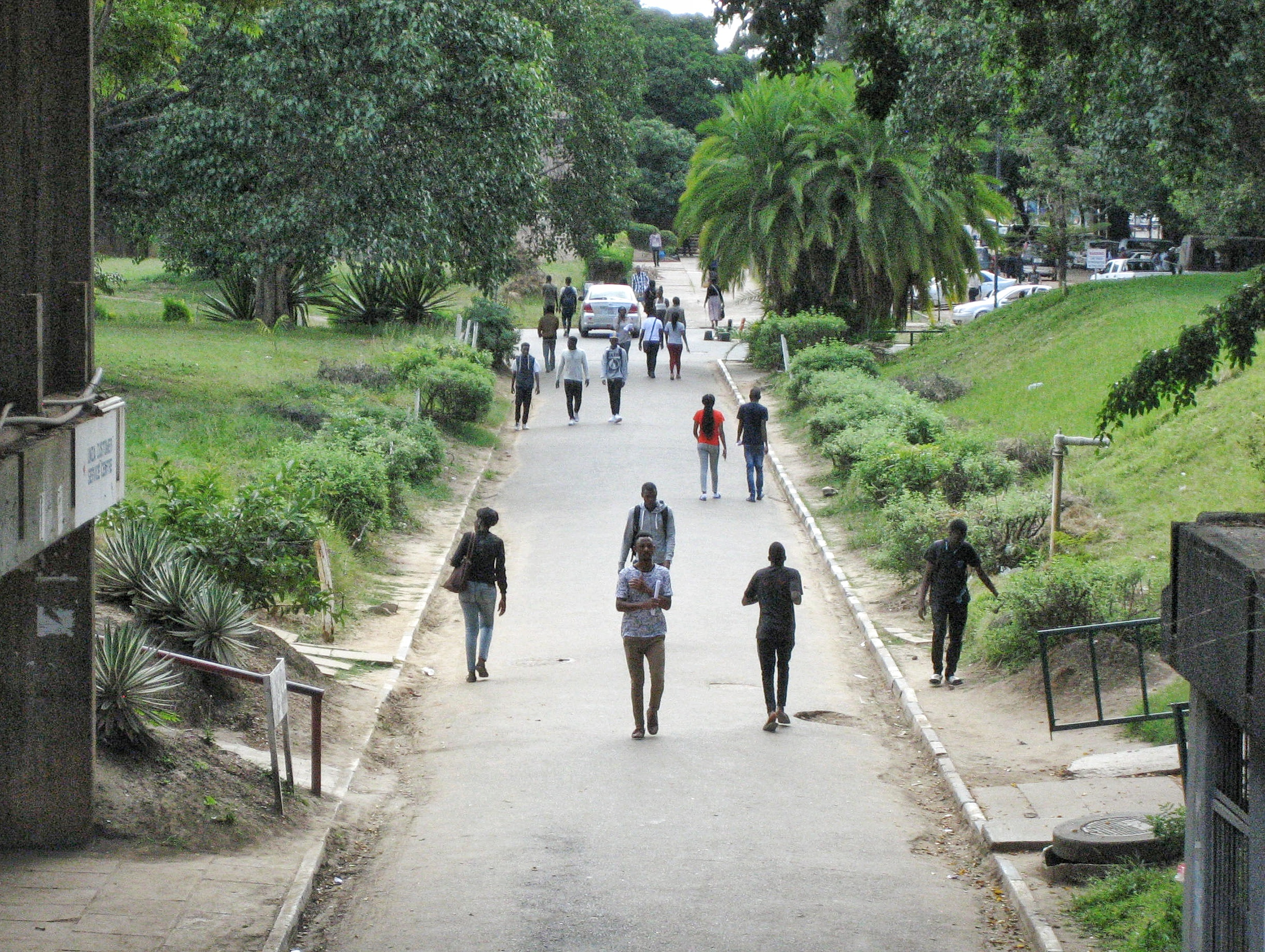
Étudiants sur le campus.

L'université de la Zambie existe juridiquement depuis le 12 novembre 1965 mais n'a effectivement commencé à fonctionner qu'en 1966.

## Composition
L'université de la Zambie est composée de 9 facultés :
- Faculté des sciences agronomiques
- Faculté d'éducation
- Faculté d'ingénierie
- Faculté de droit
- Faculté des mines
- Faculté de médecine
- Faculté des sciences naturelles
- Faculté de médecine vétérinaire
- Faculté des sciences humaines et sociales

## Personnalités liées à l'université

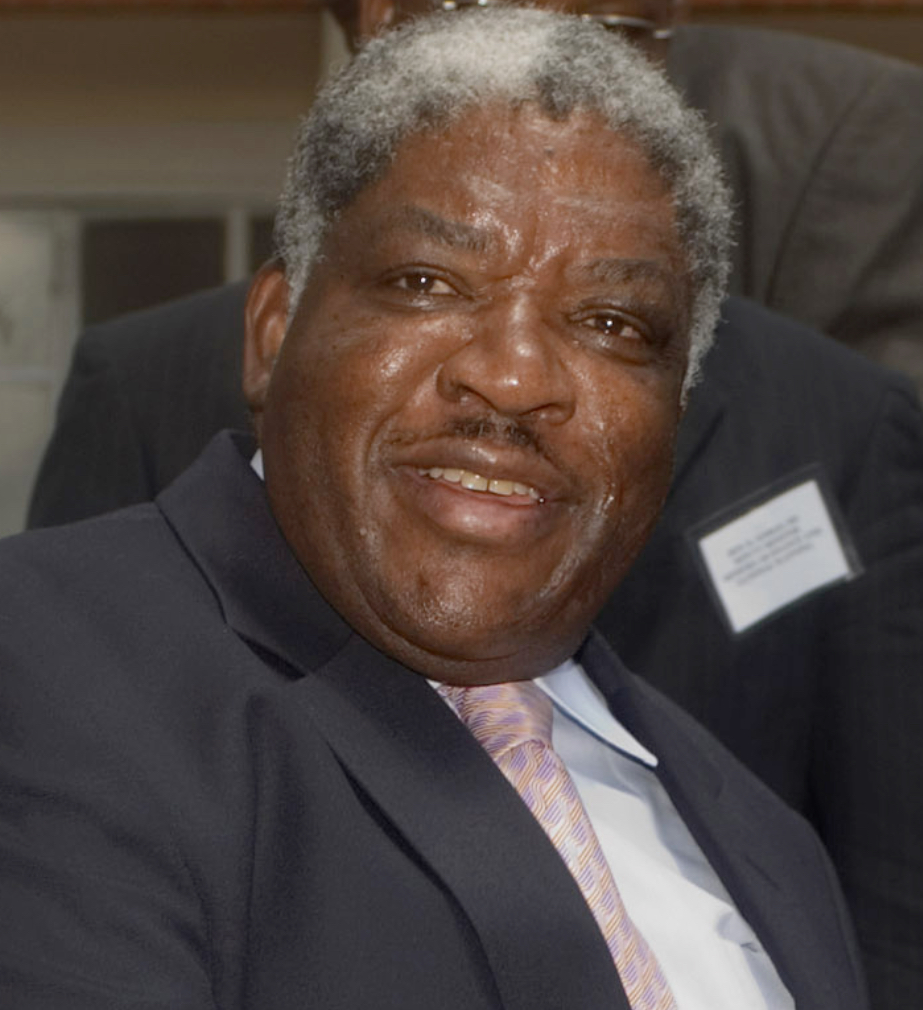
Levy Mwanawasa, 3e président de la République de Zambie.
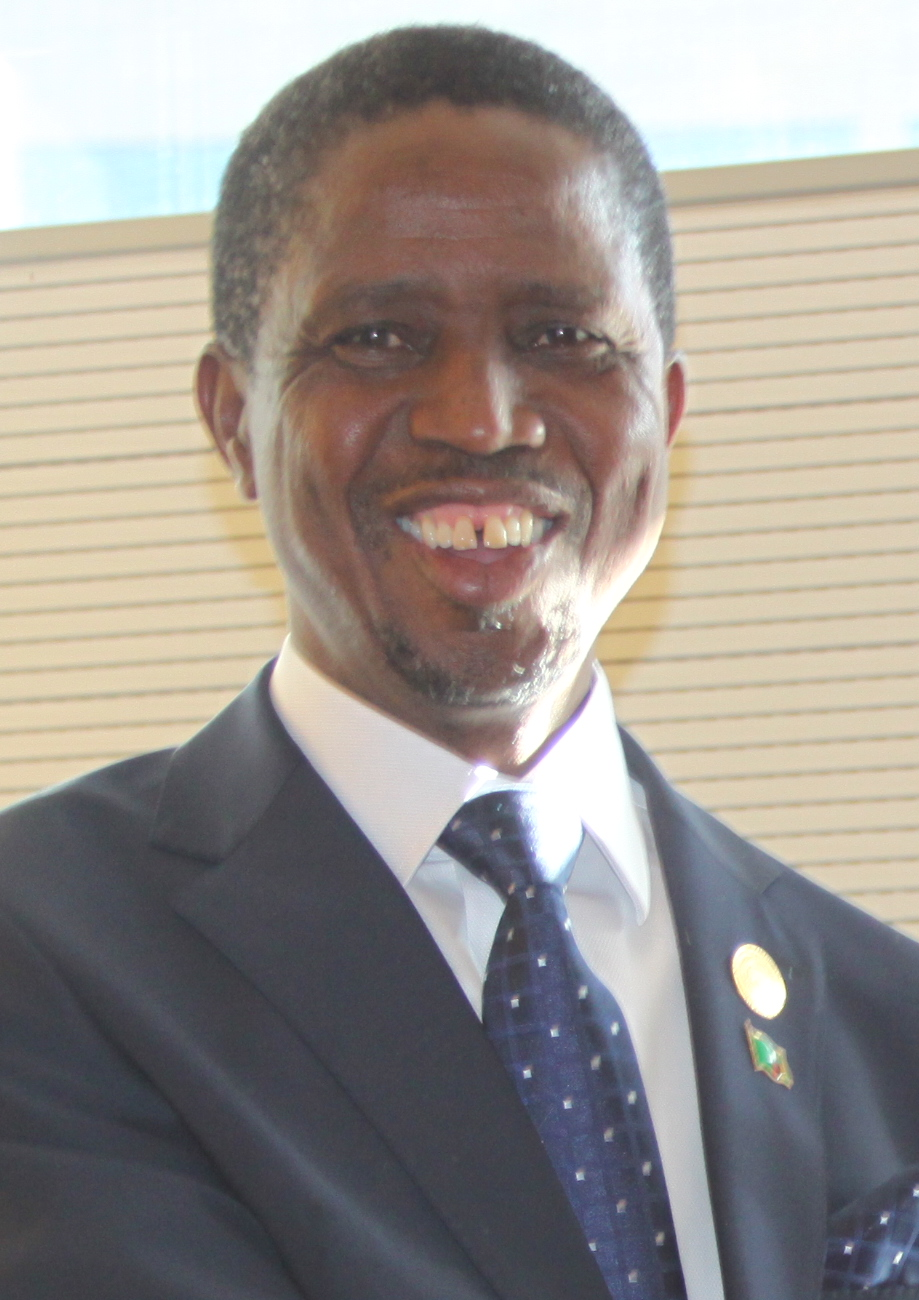
Edgar Lungu, 6e président de la République de Zambie.
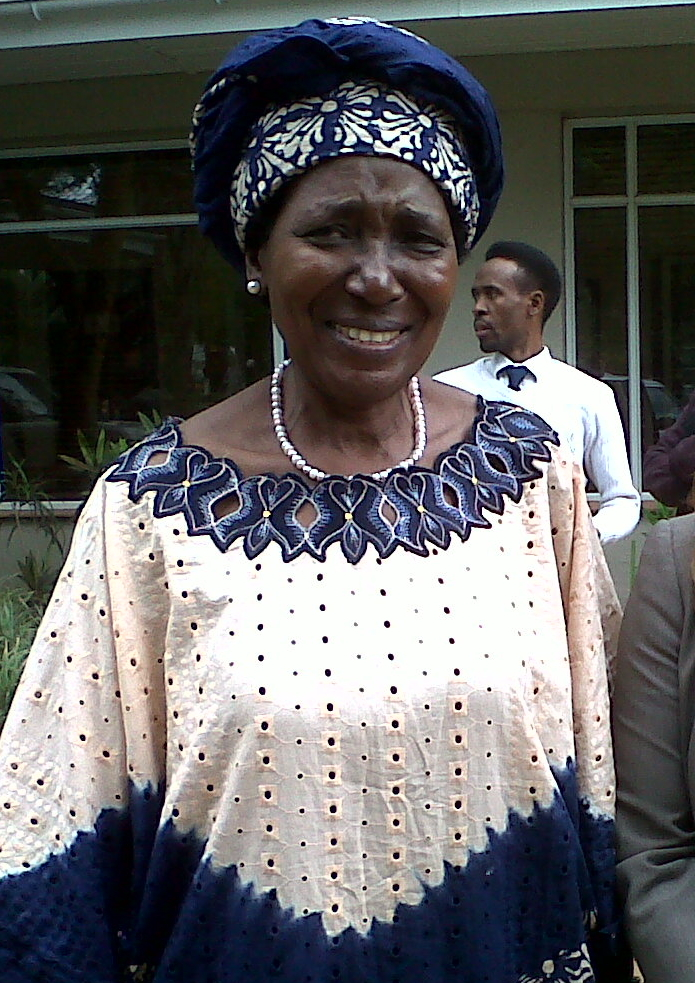
Inonge Wina, vice-présidente de la République de Zambie.
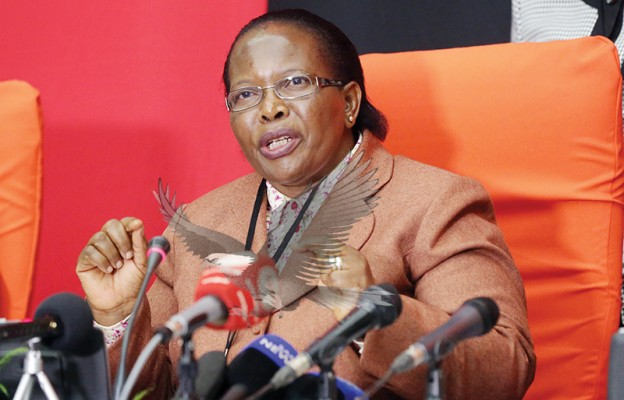
Irene Mambilima, présidente de la Cour suprême de Zambie.
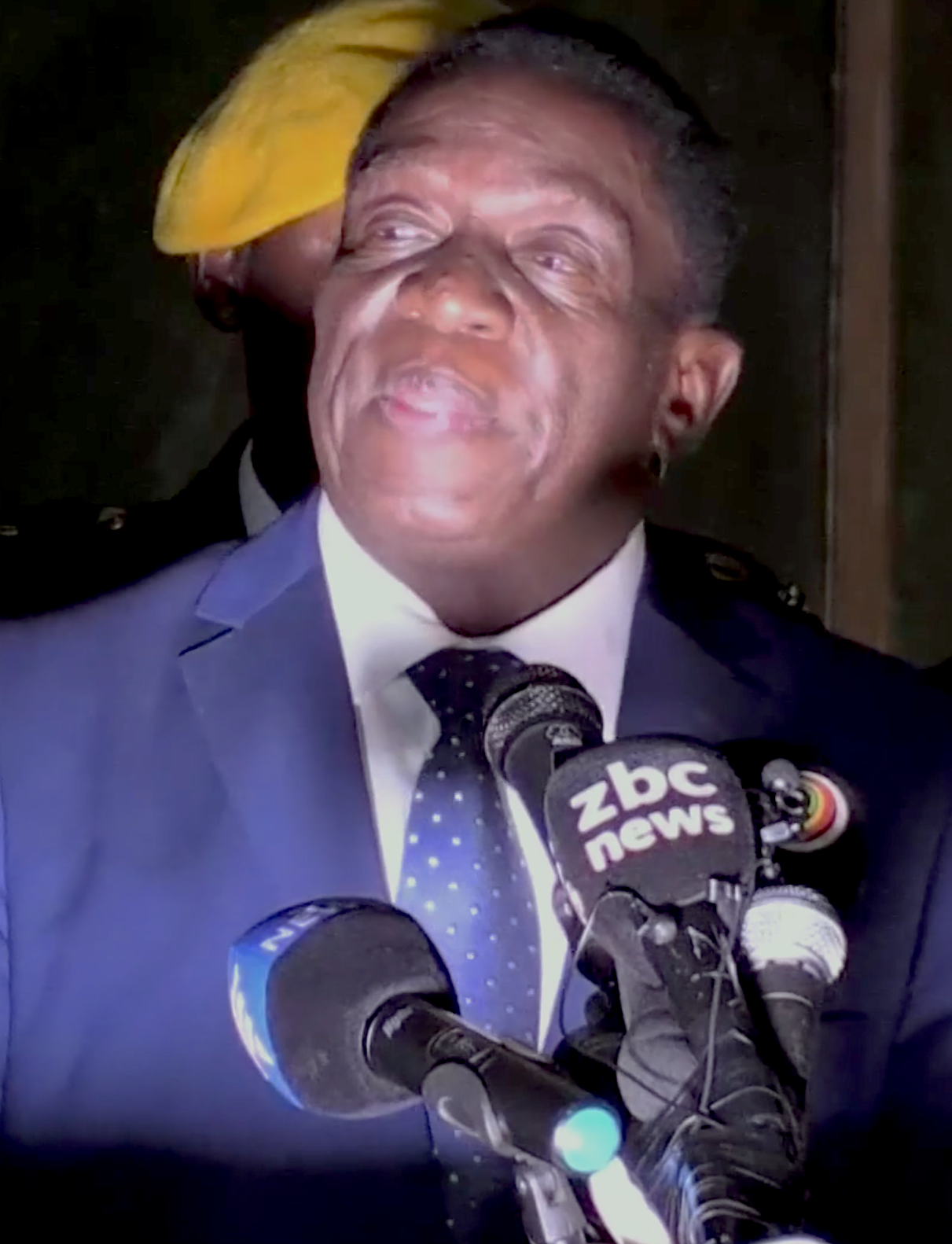
Emmerson Mnangagwa, 3e président du Zimbabwe.
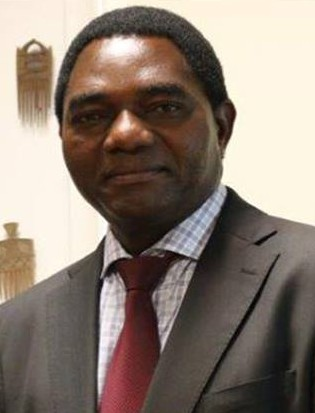
Hakainde Hichilema, économiste et homme politique zambien, leader du parti d'opposition, le UPND.
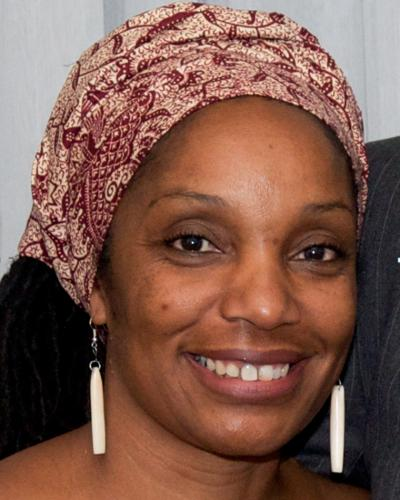
Mulenga Kapwepwe, auteure zambienne.
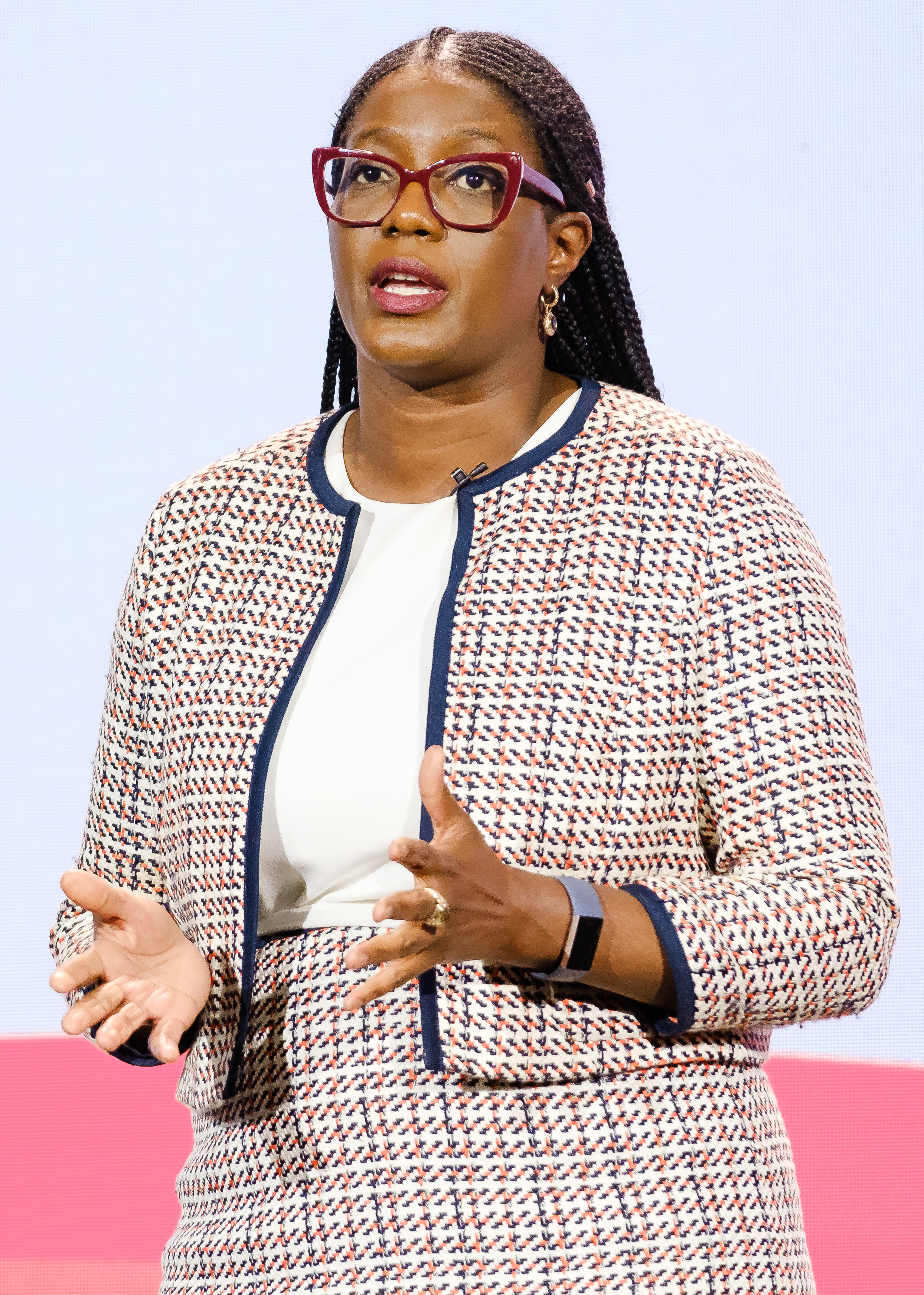
Monica Musonda, juriste et entrepreneuse.
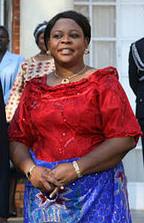
Maureen Mwanawasa, avocate et Première dame zambienne